# Machimus gratiosus
Machimus gratiosus là một loài ruồi trong họ Asilidae. Machimus gratiosus được Loew miêu tả năm 1871. Loài này phân bố ở vùng Cổ Bắc giới và châu Á.